# Karel Kramář
Karel Kramář (ur. 27 grudnia 1860 w Vysokém nad Jizerou, zm. 26 maja 1937 w Pradze) — czeski polityk narodowo-konserwatywny, pierwszy premier I Republiki Czechosłowackiej (1918–1919).
W 1884 roku ukończył prawo na Uniwersytecie Karola w Pradze, później kształcił się w dziedzinie ekonomii i nauk politycznych na uczelniach w Berlinie, Londynie i Paryżu.
Podczas pobytu w Wiedniu przyłączył się do tzw. ruchu realistów, którzy opowiadali się za budową trójczłonowej monarchii habsburskiej z silnym komponentem słowiańskim. Po połączeniu realistów z partią młodoczeską w 1890, rok później został wybrany posłem do parlamentu w Wiedniu jako jej przedstawiciel. W 1908 i 1910 roku współorganizował zjazdy wszechsłowiańskie w Pradze i Sofii.
Należał do czeskich polityków o silnym nastawieniu rusofilskim. Po wybuchu I wojny światowej przedstawił ministrowi spraw zagranicznych Imperium Rosyjskiego Sazonowowi projekt powołania Rzeszy słowiańskiej pod berłem Romanowów, będącej zaporą dla żywiołu austro-niemieckiego. Został aresztowany przez władze austriackie i pod zarzutem działalności antypaństwowej skazany na karę śmierci w 1916 roku, od której uratowała go ogłoszona amnestia.
W lutym 1918 roku doprowadził do zjednoczenia partii młodoczeskiej z staroczechami w Czeską Demokrację Państwowo–Prawną (w 1919 roku przekształciła się w Czechosłowacką Narodową Demokrację). W lipcu 1918 roku stanął na czele Czechosłowackiego Komitetu Narodowego, był jednym z ojców–założycieli Czechosłowacji. Pełnił obowiązki pierwszego premiera kraju (1918–1919).
W 1919 przebywał w Rosji starając się wspierać gen. Denikina. Sprzeciwiał się decyzji Beneša o repatriacji Legionu Czechosłowackiego z Syberii bojąc się wzmocnienia czerwonych. Od 1919 do 1934 roku sprawował mandat posła do Zgromadzenia Narodowego. Opowiadał się za polityką antykomunistyczną i przeciw jakimkolwiek relacjom z Rosją bolszewicką.
Zmarł w Pradze, został pochowany na Cmentarzu Olszańskim, w cerkwi Zaśnięcia Matki Bożej, w której budowę był osobiście zaangażowany. W świątyni tej pochowana została również jego żona, Rosjanka Nadieżda z d. Chłudowa, dla poślubienia której przeszedł na prawosławie.